# Spejlsby
Spejlsby er en landsby nord for Keldby i Keldby Sogn på Møn. 
Stedet er nævnt i 1420 som Spidelsby.
I byen ligger bl.a. gårdene Spejlsbygård, Gliningegård og Mosegård. Tidligere var her også en skole.
Ved Spejlsby har der været et Skt. Jørgens hospital med et kapel frem til 1607, hvorefter det blev lagt under Vartov i København. Bygningen med tårn eksisterede frem til 1700-tallet. I 1598 befalede kongen, at en forfalden kirke, som da kaldtes Spingelby kloster, skulle brydes ned og bruges til et fattighus i Stege; men det skete øjesynligt ikke umiddelbart, for i 1619 fik lensmanden af Christian 4. ordre på at nedbryde kapellet for at bruge stenene til Elmelundegård og i 1622 for at sende dem til Københavns hospital. I lensregnskaberne for Stegehus Len ses i regnskabsåret 1622/23, at der efter kgl. majsts. brevs lydelse blev afbrudt af Spejlsby Kloster 7900 mursten og 300 kridtsten.
I 1420 boede her en væbner Fikke Lauridsen, og i 1520 underskrev en efterkommer sig Niels Fikkesen af Spejlsby. Hans farmor var Magrete Andersdatter til Broholm, enke efter lensmand Johan Fikkesen, og hun nævnes som havende Skt. Jørgens kloster. I 1528 fik Johan Jørgensen Urne af kongen overdraget hospitalet mod at give lemmerne underhold, og i 1536 fik Claus Eggertsen Ulfeldt til Elmelunde et tilsvarende forleningsbrev på hospitalet.
Fordi der uden for mange købstæder i middelalderen var et Skt. Jørgens hospital for spedalske, var det tidligere opfattelsen, at der også her var tale om et sådant; men kapellet blev udgravet af Nationalmuseet i 1957, og ingen af de fundne skeletter bar præg af spedalskhed.
Landsbyen blev udskiftet i 1800.